# 미하일 보론초프 (정치인)
미하일 일라리오노비치 보론초프 백작(러시아어: Михаи́л Илларио́нович Воронцо́в, 1714년 7월 12일 ~ 1767년 2월 15일)은 러시아 제국의 귀족, 정치인, 외교관이다. 옐리자베타 페트로브나, 표트르 3세, 예카테리나 2세 시대의 궁정에서 활약했고, 보론초프 가문의 번영의 토대를 마련했다.

## 생애
14세에 옐리자베타 페트로브나 페트로부나 대공녀(이후 옐리자베타 페트로브나 황후)의 궁정에서 종자가 되었다. 1741년 12월 6일, 옐리자베타 페트로브나가 귀족들의 추대로 프레오 브라젠스키 연대의 무력을 배경으로 쿠데타를 일으켜 어린 이반 6세를 대신하여 제위에 즉위한다. 보론초프는 여제에게 물질적으로 쿠데타로 지원했다. 1742년 1월 3일, 여제의 어머니의 사촌에 해당하는 안나 브론초바와 결혼한다. 1744년에 백작 지위를 수여받고, 부재상으로 임명된다. 당시 궁중의 실세는 알렉세이 베스투제프류민 백작이었다. 그러나 보론초프는 베스투제프류민을 적대시했다.